# Длугополе-Гурне
Длугополе-Гурне (пол. Długopole Górne) — село в Польщі, у гміні Мендзилесе Клодзького повіту Нижньосілезького воєводства.
Населення — 762 особи (2011).
У 1975-1998 роках село належало до Валбжиського воєводства.

## Демографія
Демографічна структура станом на 31 березня 2011 року:
|          | Загалом | Допрацездатний вік | Працездатний вік | Постпрацездатний вік |
| -------- | ------- | ------------------ | ---------------- | -------------------- |
| Чоловіки | 380     | 71                 | 282              | 27                   |
| Жінки    | 382     | 65                 | 238              | 79                   |
| Разом    | 762     | 136                | 520              | 106                  |